# Идар-Оберштајн
Идар-Оберштајн (њем. Idar-Oberstein) град је у њемачкој савезној држави Рајна-Палатинат. Једно је од 96 општинских средишта округа Биркенфелд. Према процјени из 2010. у граду је живјело 31.082 становника. Посједује регионалну шифру (AGS) 7134045.

## Географски и демографски подаци
Идар-Оберштајн се налази у савезној држави Рајна-Палатинат у округу Биркенфелд. Град се налази на надморској висини од 200–450 метара. Површина општине износи 91,6 km². У самом граду је, према процјени из 2010. године, живјело 31.082 становника. Просјечна густина становништва износи 339 становника/km².

## Међународна сарадња
| Мјесто  | Држава               | Врста сарадње | Од    |
| ------- | -------------------- | ------------- | ----- |
| Ашикур  | Француска            | партнерство   | 1966. |
| Гојана  | Бразил               | контакт       | 2003. |
|         | Чешка                | партнерство   | 2006. |
| Маргејт | Уједињено Краљевство | партнерство   | 1981. |
|         | Француска            | партнерство   | 1971. |
| Извор   |                      |               |       |